# Philosepedon silvestrii
Philosepedon silvestrii är en tvåvingeart som först beskrevs av Holmgren 1905.  Philosepedon silvestrii ingår i släktet Philosepedon och familjen fjärilsmyggor.
Artens utbredningsområde är Peru. Inga underarter finns listade i Catalogue of Life.